# Línea 108 (Buenos Aires)
La línea 108 es una línea de colectivos del Área Metropolitana de Buenos Aires. Une el barrio de Liniers con el barrio de Retiro.
La línea 108, junto con la línea 21, son operadas por la Empresa Teniente General Roca S.A. que a su vez pertenece a DOTA. Además la línea cuenta con colectivos aptos para personas con movilidad reducida y que poseen aire acondicionado. Durante 2017 fue la cuarta línea de colectivos que más denuncias recibió.

## Historia

### Creación
El 2 de diciembre de 1944, la línea 108 inaugura sus primeros servicios, con 19 colectivos de 11 asientos cada uno, siendo operada por la empresa "La Nueva Unión"
Comenzó uniendo Chacarita con la Estación Devoto, pero el 9 de mayo de 1945, su recorrido se extendió hasta la intersección de las Avenidas Francisco Beiró y General Paz, hasta el barrio porteño de Liniers, el 14 de julio de 1950 y hasta Plaza Italia el 3 de agosto de 1952.

### Intentos de extender la línea
Tras varios intentos de extender su recorrido denegados por el gobierno, La Nueva Unión, pudo extender la línea 108 hasta la intersección de la Avenida General Las Heras y la Avenida Canning y luego hasta el barrio de Retiro.

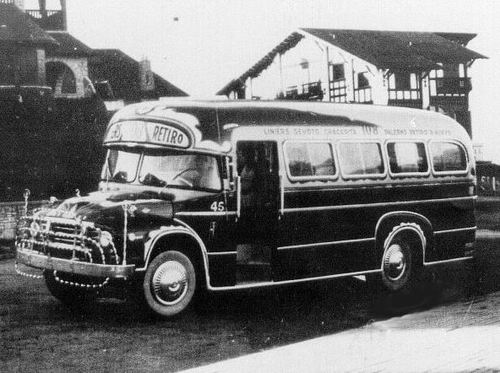
Un colectivo de la línea 108 durante los años 60.

En 1967, la línea 108 solicitó extender su recorrido hacia la Estación de trenes Ramos Mejía, aprovechando la nueva pavimentación de la Av. Gaona en su sector provincial, pero este también se le fue negado.
A fines de la década de 1960, la empresa "La Nueva Unión" se convirtió en Sociedad Anónima Comercial e Industrial.
El 23 de septiembre de 1969, la línea inauguró un nuevo ramal, conocido como Ramal Lastra, este se separaba de su recorrido principal en Avenida San Martín y la Calle Salvador María del Carril, y volvía a unirse en el cruce de las Avenidas Lastra y Beiró, este ramal realizó sus servicios hasta el 1 de marzo de 1983.

### El fin de La Nueva Unión
En 1992, la línea 108 a pesar de lo mucho que le costó que le aprobaran las extensiones de su recorrido, acortó su recorrido, eliminando su cabecera en Retiro, pero habilitando un Nuevo Servicio Diferencial.
En 1993, su cabecera volvió a Retiro y en 1994 fue eliminado su Servicio Diferencial por falta de pasajeros y por varios problemas económicos que atravesaba "La Nueva Unión".
Debido a los problemas económicos de la empresa, debieron vender todas las unidades más nuevas de la línea, utilizandose colectivos usados, de ahí en adelante.
La Nueva Unión perdió la concesión de la línea 108 en 1994, tras no colocar las nuevas máquinas expendedoras de boletos en todas las unidades, como el gobierno pedía.

### Tte. Gral. Roca S.A.
La línea 108 comenzó entonces a ser operada como un nuevo ramal de la Línea 21, por Tte. General Roca S.A., recién en el año 2005, la línea 108 volvió a circular como una línea propia.
En abril de 2007, la empresa Tte General Roca S.A. fue absorbida por el Grupo DOTA, para así realizar un monopolio sobre la Avenida General Paz con las líneas 21 y 28.
Esto mejoró notablemente el estado de la línea, ya que se incorporaron nuevas unidades exclusivas para la línea.
En 2017, tuvo problemas con las frecuencias, debido al extenso tiempo de espera entre unidad y unidad y a la falta de las mismas.

## Recorrido
La línea 108 actualmente solo cuenta con un ramal que une Liniers con Retiro.

### Ida a Retiro
Francisco de Viedma - Madero - Av. Juan B. Justo - Av. Álvarez Jonte - Irigoyen - Av. Francisco Beiró - Segurola - Nueva York - Ricardo Gutiérrez Norte - Asunción - Gualeguaychú - Nueva York - Llavallol - Pedro Morán - Av. San Martín - Habana - Cuenca - Av. Salvador María del Carril - La Pampa - Av. Triunvirato - Av. Federico Lacroze - Av. Corrientes - Av. Dorrego - Arevalos - Avenida Niceto Vega - Humboldt - Av. Santa Fe - Av. General Las Heras - Montevideo - Av. Santa Fe - Florida - San Martín - Gilardo Gilardi - Av. Doctor José María Ramos Mejia - Av. Antártida Argentina - Av. Comodoro Py - Av. Ramón Castillo hasta Hospital Ferroviario.

### Regreso a Liniers
Av. Ramón Castillo - Av. Comodoro Py - Av. Antártida Argentina - Av. Doctor José María Ramos Mejia - Av. Maipú - Av. Santa Fe - Av. Callao - Av. General Las Heras - Calzada Circular Plaza Italia - Av. Santa Fe - Fitz Roy - José Antonio Cabrera - Av. Dorrego - Guzmán - Av.Jorge Newbery - Av. Corrientes - Av. Federico Lacroze - Av. Triunvirato - Echeverría - Av. De Los Constituyentes - Av. Salvador María del Carril - Campana - José Cubas - Av. San Martín - Mcal. Francisco Solano López - Campana - Asunción - Gualeguaychú - Ricardo Gutiérrez Norte - Pedro Morán - Av. Chivilcoy - Av. Francisco Beiró - Colectora General Paz Oeste - Bruselas - Nogoyá - Ruiz de los Llanos - Av. Álvarez Jonte - Av. Juan B. Justo - Gana hasta Francisco de Viedma.

## Lugares de interés
Algunos de los lugares por los que pasa el recorrido de la línea 108 son:
- Estaciones de tren y combinación con subte como Estación Retiro, Estación Liniers, Estación Devoto y Estación Federico Lacroze. El Rx Zoológico de Buenos Aires, hospitales como el Hospital Alemán y el Hospital Zubizarreta. Facultades como la Facultad de Agronomía UBA, Facultad de Ciencias Veterinarias UBA y la Facultad de Ciencias Agrarias de la UCA. Embajadas como la Embajada de El Salvador y la Embajada de Dinamarca. Otras atracciones: Plaza Italia, La Rural, Planetario, Plaza Liniers Shopping, Teatro Regina, Teatro Coliseo, Jardín botánico de Buenos Aires, Estadio José Amalfitani, Plaza General San Martín y Cementerio de la Chacarita.